# Campiano
Campiano is een plaats (frazione) in de Italiaanse gemeente Cazzano di Tramigna.